# Зареченское сельское поселение (Удомельский район)
Заре́ченское се́льское поселе́ние — упразднённое муниципальное образование в составе Удомельского района Тверской области России.
В состав поселения входило 18 населённых пунктов. Административный центр — деревня Попово.
Образовано в 2005 году, включило в себя территорию Зареченского сельского округа.
Законом Тверской области от 7 декабря 2015 года № 117-ЗО, 18 декабря 2015 года все муниципальные образования Удомельского района — городское поселение — город Удомля, Брусовское, Еремковское, Зареченское, Копачёвское, Котлованское, Куровское, Молдинское, Мстинское, Порожкинское, Рядское и Удомельское сельские поселения — были преобразованы в Удомельский городской округ.

## География
- Общая площадь: 184,4 км²
- Нахождение: восточная часть Удомельского района.
  - Граничит:
    - на севере — с Куровским СП,
    - на востоке — с Максатихинским районом, Труженицкое СП и Малышевское СП,
    - на юге — с Еремковским СП,
    - на западе — с Рядским СП и Порожкинским СП.

## Население
По переписи 2002 года — 526 человек, на 01.01.2008 — 509 человек.

## Населенные пункты
На территории поселения находились следующие населённые пункты:
| №  | Тип нп | Название      | Население (2008 год) |
| -- | ------ | ------------- | -------------------- |
| 1  | дер.   | Попово        | 152                  |
| 2  | дер.   | Бобылиха      | 8                    |
| 3  | дер.   | Бычиха        | 4                    |
| 4  | дер.   | Венецианово   | 22                   |
| 5  | дер.   | Власово       | 10                   |
| 6  | дер.   | Лебедиха      | 15                   |
| 7  | дер.   | Макарово      | 4                    |
| 8  | дер.   | Максиха       | 54                   |
| 9  | дер.   | Марьино       | 1                    |
| 10 | дер.   | Мастино       | 56                   |
| 11 | дер.   | Микашиха      | 4                    |
| 12 | дер.   | Милехино      | 3                    |
| 13 | дер.   | Новое Заречье | 0                    |
| 14 | дер.   | Ондриково     | 5                    |
| 15 | дер.   | Сытино        | 59                   |
| 16 | хутор  | Трониха       | 0                    |
| 17 | дер.   | Филиппково    | 41                   |
| 18 | дер.   | Шишелово      | 71                   |

### Бывшие населенные пункты
В 1998 году исключена из учётных данных деревня Щербаки.

Ранее исчезли деревни: Архипово, Дерягино, Жерновки, Старое Заречье, Коровиха, Митронино, Михайлово, Павлово, Пилешкино, Язвиха и другие.

## История
В XII—XVII вв. территория поселения относилась к Бежецкой пятине Новгородской земли.

В середине XIX — начале XX века большинство деревень поселения относились к Макаровской волости Вышневолоцкого уезда Тверской губернии.

С 1936 по 1960 год территория поселения относилась к Брусовскому району Калининской области.

## Известные люди
В деревне Филиппково родился Герой Советского Союза Фёдор Фёдорович Лазарев.

 В ныне не существующей деревне Архипово родился Герой Советского Союза Алексей Иванович Головкин.